# NGC 5167
NGC 5167 је спирална галаксија у сазвежђу Девица која се налази на NGC листи објеката дубоког неба.
Деклинација објекта је + 12° 42' 41" а ректасцензија 13h 28m 40,2s. Привидна величина (магнитуда) објекта NGC 5167 износи 13,9 а фотографска магнитуда 14,6. NGC 5167 је још познат и под ознакама MCG 2-34-17, CGCG 72-80, IRAS 13261+1258, PGC 47277.